# Hipocòtil

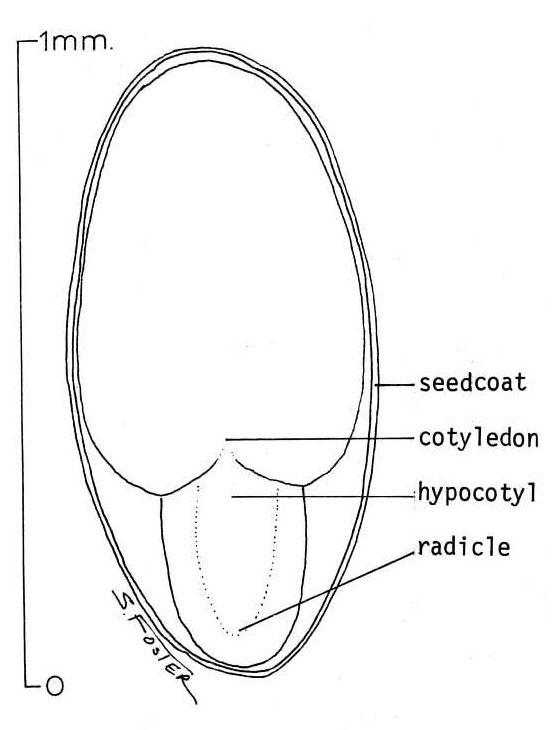
De dalt a baix:
1.Coberta
2.Cotiledó
3.Hipocòtil
4.Radícula

L'hipocòtil és el terme botànic, que deriva del grec amb el significat de "per sota els cotilèdons", utilitzat per a referir-se a l'espai entre la radícula i la plúmula; és la part de la planta que germina d'una llavor. Es divideix en l'eix hipocotílic, situat a continuació de la radícula i l'eix epicotílic que es troba per damunt dels cotilèdons. Es converteix en una tija.
A mesura que l'embrió creix durant la germinació, envia un brot (la radícula), que es convertirà en l'arrel primària en introduir-se al sòl. Després de la sortida de la radícula, l'hipocòtil emergeix elevant la punta de la plàntula (i normalment també l'envoltura de la llavor) sobre el nivell del sòl, portant les fulles embrionàries (anomenades cotiledons i la plúmula, que dona origen a les primeres fulles verdaderes. L'hipocòtil és el primer òrgan d'expansió de la planta jove, i es desenvolupa fins a formar la tija de la planta.